# Bömberg
Bömberg ist ein Wohnplatz der Gemeinde Odenthal im Rheinisch-Bergischen Kreis. Er liegt nördlich von Neschen in Oberodenthal in der Nähe der Dhünntalsperre.

## Geschichte
Im Mittelalter war Bömberg Teil der Honschaft Breidbach im Kirchspiel Odenthal im Amt Porz im Herzogtum Berg. Es gehörte zum Hofgericht zu Dünn. Auf der Topographia Ducatus Montani des Erich Philipp Ploennies ist Bömberg als Hof verzeichnet. Aus der Charte des Herzogthums Berg von Carl Friedrich von Wiebeking von 1789 geht hervor, dass Bömberg zu dieser Zeit Teil von Oberkirspel (Oberkirchspiel) in der Herrschaft Odenthal war.
Unter der französischen Verwaltung zwischen 1806 und 1813 wurde die Herrschaft aufgelöst und Bömberg wurde politisch der Mairie Odenthal im Kanton Bensberg zugeordnet. 1816 wandelten die Preußen die Mairie zur Bürgermeisterei Odenthal im Kreis Mülheim am Rhein.
Der Ort ist auf der Topographischen Aufnahme der Rheinlande von 1824 als Bümerich und auf der Preußischen Uraufnahme von 1840 als Bühmberg verzeichnet. Ab der Preußischen Neuaufnahme von 1892 ist er auf Messtischblättern regelmäßig als Bömberg verzeichnet. Bömberg gehört seit jeher zur Pfarre Odenthal.
| Jahr | Einwohner | Wohngebäude | Kategorie  |
| ---- | --------- | ----------- | ---------- |
| 1822 | 48        |             | Ackergüter |
| 1830 | 58        |             | Ackergüter |
| 1845 | 42        | 9           | Ackergüter |
| 1871 | 32        | 9           | Weiler     |
| 1885 | 33        | 9           | Weiler     |
| 1895 | 25        | 6           | Wohnplatz  |
| 1905 | 28        | 5           | Wohnplatz  |